# Ludwig Fick

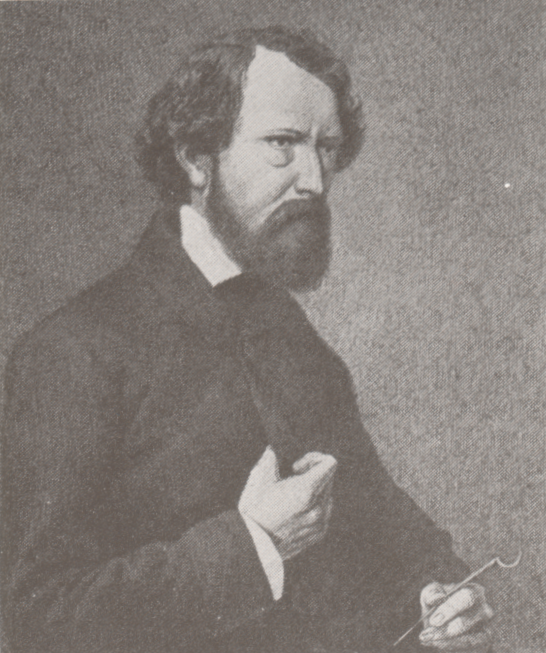
Ludwig Fick

Franz Ludwig Fick (* 18. Mai 1813 in Erlangen; † 31. Dezember 1858 in Marburg) war ein deutscher Anatom. Sein Bruder war der Augenarzt Adolf Fick.

## Leben
Fick wurde 1835 an der Philipps-Universität Marburg promoviert und 1837 ebendort für Anatomie habilitiert. Von 1837 bis 1843 war er als erster Prosektor tätig. In dieser Zeit  wurde er 1839 zum außerordentlichen Professor für pathologische Anatomie und 1842, nach dem Tod von Christian Heinrich Bünger, zum provisorischen Leiter des Anatomischen Instituts ernannt. 1843 übernahm er den Lehrstuhl für Anatomie und die Direktion des Anatomischen Instituts. 1844 heiratete er Julie Helmina Marie Müldner von Müllenheim (* 15. August 1824 in Kassel; † 7. Dezember 1855 in Marburg), mit der er 1852 den Sohn Adolf Gaston Eugen Fick bekam. 1848 wurde er Dekan der Medizinischen Fakultät.
Er spezialisierte sich auf das Knochenwachstum. Fick entwickelte das Hirnphantom, ein aufklappbares Modell des Gehirns aus Papier. Das von seinem Vorgänger eingerichtete Museum anatomicum komplettierte er durch weitere Präparate. 
Fick war Mitglied der Gesellschaft Deutscher Naturforscher und Ärzte.